# Leichtathletik-Weltmeisterschaften 2017/Teilnehmer (Grenada)
| Gelbes Symbol für Goldmedaillen mit stilisierten Olympischen Ringen | Graues Symbol für Silbermedaillen mit stilisierten Olympischen Ringen | Braundes Symbol für Bronzemedaillen mit stilisierten Olympischen Ringen |
| ------------------------------------------------------------------- | --------------------------------------------------------------------- | ----------------------------------------------------------------------- |
| —                                                                   | —                                                                     | —                                                                       |

Vom Grenada wurden drei Athleten für die Leichtathletik-Weltmeisterschaften 2017 in London nominiert.

## Ergebnisse

### Männer

#### Sprung/Wurf
| Athlet          | Disziplin | Qualifikation | Qualifikation | Finale             | Finale             |
| Athlet          | Disziplin | Weite/Höhe    | Platz         | Weite/Höhe         | Platz              |
| --------------- | --------- | ------------- | ------------- | ------------------ | ------------------ |
| Anderson Peters | Speerwurf | 78,99 m       | 20            | nicht qualifiziert | nicht qualifiziert |

#### Zehnkampf
| Athlet        | Disziplin | 100 m      | Weitsprung | Kugelstoßen | Hochsprung | 400 m   | 110 m Hürden | Diskuswurf | Stabhochsprung | Speerwurf | 1500 m      | Punkte | Platz |
| ------------- | --------- | ---------- | ---------- | ----------- | ---------- | ------- | ------------ | ---------- | -------------- | --------- | ----------- | ------ | ----- |
| Kurt Felix    | Ergebnis  | 11,08 s SB | 7,46 m     | 15,01 m     | 2,08 m SB  | 49,09 s | 14,68 s SB   | 45,39 m    | 4,50 m SB      | 64,64 m   | 4:36,62 min | 8227   | 7     |
| Kurt Felix    | Punkte    | 843        | 925        | 790         | 878        | 857     | 889          | 775        | 760            | 808       | 702         | 8227   | 7     |
| Lindon Victor | Ergebnis  | 10,83 s    | 6,98 m     | 15,86 m     | 1,99 m     | 49,30 s | 15,36 m      | NMW        | NMH            | −         | −           | DNF    | −     |
| Lindon Victor | Punkte    | 899        | 809        | 843         | 794        | 847     | 807          | 0          | 0              | −         | −           | DNF    | −     |